# Romagnano al Monte

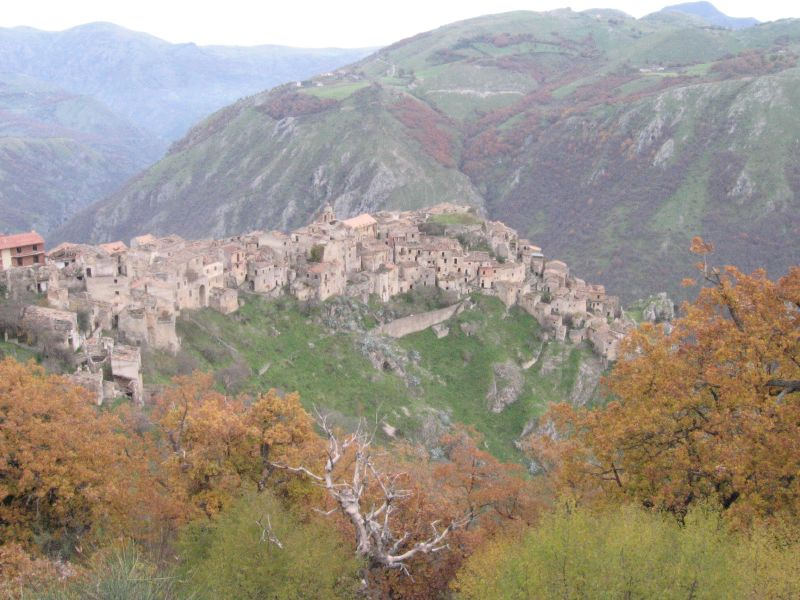
Blick auf Romagnano al Monte

Romagnano al Monte ist eine italienische Gemeinde mit 370 Einwohnern (Stand 31. Dezember 2023) in der Provinz Salerno in der Region Kampanien. Sie ist Bestandteil der Comunità Montana Tanagro - Alto e Medio Sele.

## Geografie
Die Nachbargemeinden sind Balvano (PZ), Buccino, Ricigliano, Salvitelle, San Gregorio Magno, Vietri di Potenza (PZ). Die Ortsteile sind S. Maria (Romagnano scalo) und Carpenino.